# Hermann Dietz (Richter)
Hermann Dietz (* 3. November 1842 in München; † 3. April 1920) war ein deutscher Jurist und Reichsgerichtsrat.

## Leben
Der Sohn des ab 1841 in München tätigen badischen Hofmalers Feodor Dietz bestand 1861 die Abiturprüfung am Maximiliansgymnasium München, unter anderem mit Philipp Brunner und Georg Friedrich Knapp studierte anschließend Rechtswissenschaften in München und wurde 1862 im Corps Franconia München aktiv. Obwohl er in München geboren wurde, war er badischer Staatsangehöriger. So wurde er 1865 auf den badischen Landesherrn vereidigt. 1872 wurde er Amtsrichter. 1876 wurde er zum Oberamtsrichter befördert. 1878 wurde zum Kreisgerichtsrat ernannt. Im nächsten Jahr wurde er Staatsanwalt und 1883 I. Staatsanwalt. 1894 kam er an das Reichsgericht. Er war im I. Strafsenat des Reichsgerichts tätig. 1910 trat er in den Ruhestand.